# Club Atlético Montemar

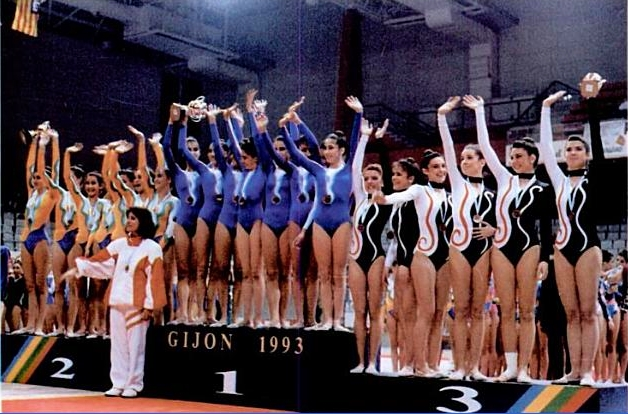
El Club Montemar de 1ª categoría (izqda.) en el Campeonato de España de Conjuntos de Gimnasia Rítmica (1993). Ese año fue integrado por Marta Baldó, Noelia Fernández, Estela Giménez, Violeta Giménez, Peligros Piñero, Jéssica Salido y Montserrat Soria.

El Club Atlético Montemar es un club deportivo multidisciplinar situado en Alicante (España) y fundado en 1931. Cuenta con dos centros diferentes, uno en la calle Padre Esplá (en el centro de la ciudad) y otro ubicado junto a la avenida de Miriam Blasco (cerca de la playa de la Albufereta), y está adscrito a la Federación de Tenis de la Comunidad Valenciana.

## Historia

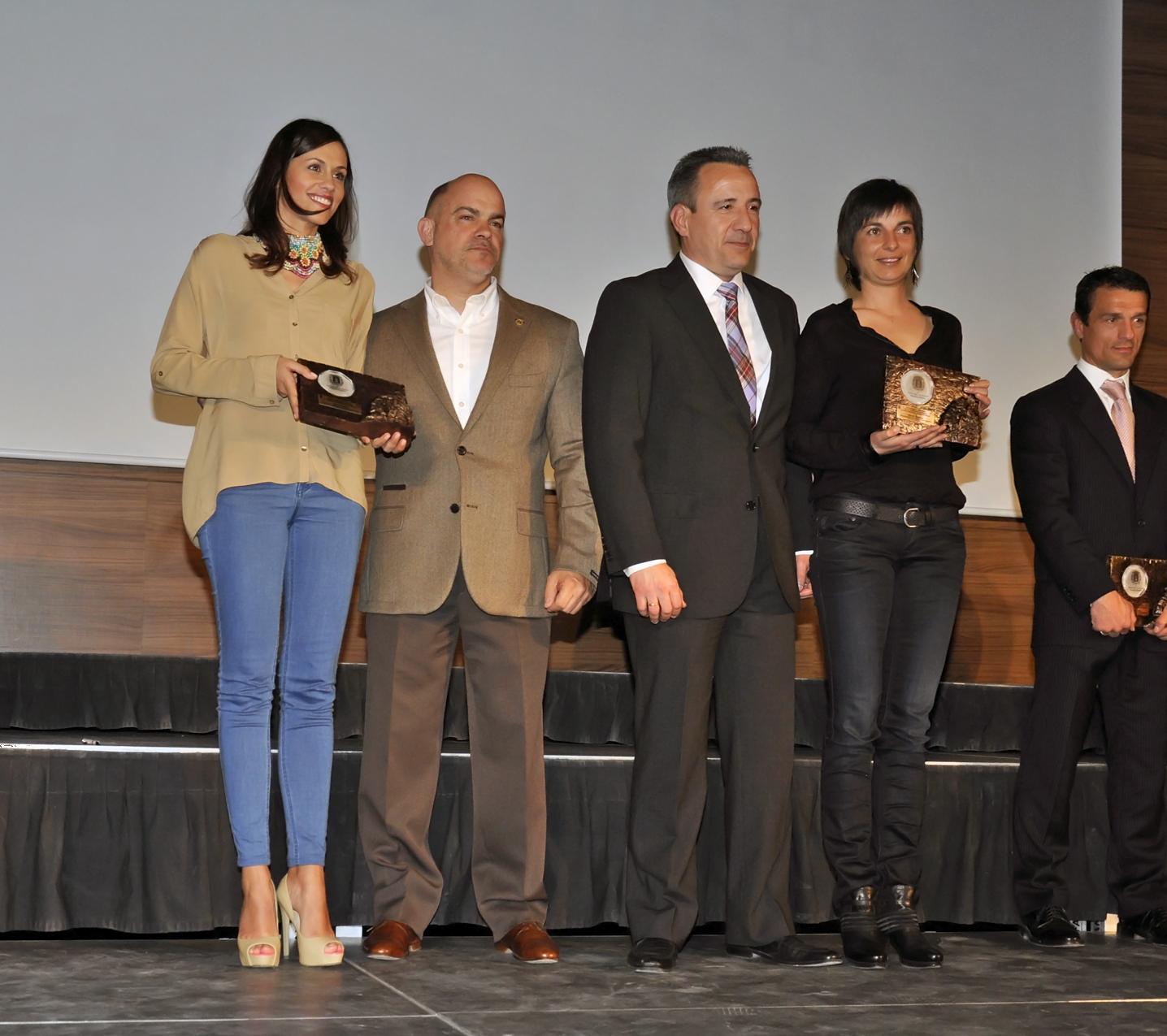
Las campeonas olímpicas Estela Giménez y Marta Baldó, deportistas más laureadas del Club, premiadas en la Gala del Trofeo Ayuntamiento de Alicante (2014).

El club fue fundado el 17 de noviembre de 1931 por un grupo de amigos con vocación deportiva. Durante los primeros años las actividades practicadas eran básicamente atletismo, natación y montañismo. Posteriormente, entre los años 1933 y 1940, surgieron el baloncesto, el hockey, el tenis, etc. Además de las instalaciones en la calle Padre Esplá, el 4 de octubre de 1975 fue inaugurado un segundo centro deportivo en la Albufereta. El 10 de febrero de 2013, en sus instalaciones se celebró el encuentro del Grupo Mundial II de la Copa Federación de Tenis donde España se enfrentó a Ucrania y se clasificó para la siguiente ronda.  
A lo largo de estos años han sido muchos los deportistas del club que han logrado tanto medallas nacionales como internacionales, destacando los éxitos obtenidos en gimnasia rítmica, con gimnastas de la talla de Carolina Pascual, subcampeona olímpica individual en Barcelona 1992, y de Marta Baldó y Estela Giménez, campeonas olímpicas de conjuntos en Atlanta 1996 y bicampeonas del mundo como parte de las Niñas de Oro.También hubo un equipo de Hockey patines a finales de los años 60 que lo dio todo por su club y llegó a ser Campeón de España en el año 69 y que puso al club en el mapa de España.

## Instalaciones
Las instalaciones del club en el centro de la ciudad, situadas en la calle Padre Esplá y con 9.000 m² de superficie, cuenta con 1 pabellón polideportivo, 1 pista cubierta, 2 descubiertas, 2 pistas de pádel, 4 salas polivalentes, Gimnasio, Vesturarios y Cafetería. Las instalaciones están adaptadas para gimnasia rítmica, patinaje, judo, kárate, baloncesto, fútbol sala y bailes clásicos y modernos. 
Las instalaciones de la Albufereta (inauguradas el 4 de octubre de 1975), cuentan con una superficie de 60.000 m², distribuidos en 21 pistas de tenis (17 de tierra batida y 4 de resina sintética), 1 frontón, 2 campos de fútbol 7 (1 campo de fútbol 11) de césped artificial, 10 pistas de pádel, 1 gimnasio cardiovascular-musculación con una superficie de 600 m², Nuevo edificio de dos plantas con 5 salas de actividades colectivas y un pequeño vestuario. Las salas tienen una superficie que oscila entre los 90 y los 130 m², 1 piscina olímpica de verano de 50 x 21 metros, y una segunda de chapoteo, tenis de mesa al aire libre y 3 zonas de vestuarios. Además, dispone de un Gabinete de fisioterapia y servicios de entrenamiento personal, Ludoteca para niños de 3 a 7 años, salas de estudios, sala de TV y lectura, Sala de Juegos de mesa, zonas de recreo, restaurante, tienda deportiva y parque infantil, junto con un aparcamiento privado con capacidad para 220 coches.

## Gimnastas rítmicas célebres del club
| - Nuria Salido (Alicante). - Marisa Centeno (Madrid, 1970). - Maisa Lloret (Villajoyosa, 1971). - Arancha Villar (Alicante, 1972). - Mónica Ferrández (Córdoba, 1974). - Cristina Chapuli (Alicante, 1975). Campeona del mundo en Atenas 1991. - Vanesa Muñiz (Alicante, 1975). - Verónica Bódalo (Alicante, 1976). Campeona de Europa júnior en 1991. - Carolina Pascual (Orihuela, 1976). Plata en los JJ.OO. de Barcelona 1992. - Noelia Fernández (Alicante, 1976). - Peligros Piñero (Elche, 1977). | - Violeta Giménez (Alicante, 1978). - Jéssica Salido (Alicante, 1978). - Estela Giménez (Madrid, 1979). Oro en los JJ.OO. de Atlanta 1996 y bicampeona del mundo. - Marta Baldó (Villajoyosa, 1979). Oro en los JJ.OO. de Atlanta 1996 y bicampeona del mundo. - Carmina Verdú (Valencia, 1983). - Jennifer Colino (Torrevieja, 1985). - Marta Linares (Castellón de la Plana, 1986). - Isabel Pagán (Orihuela, 1986). |

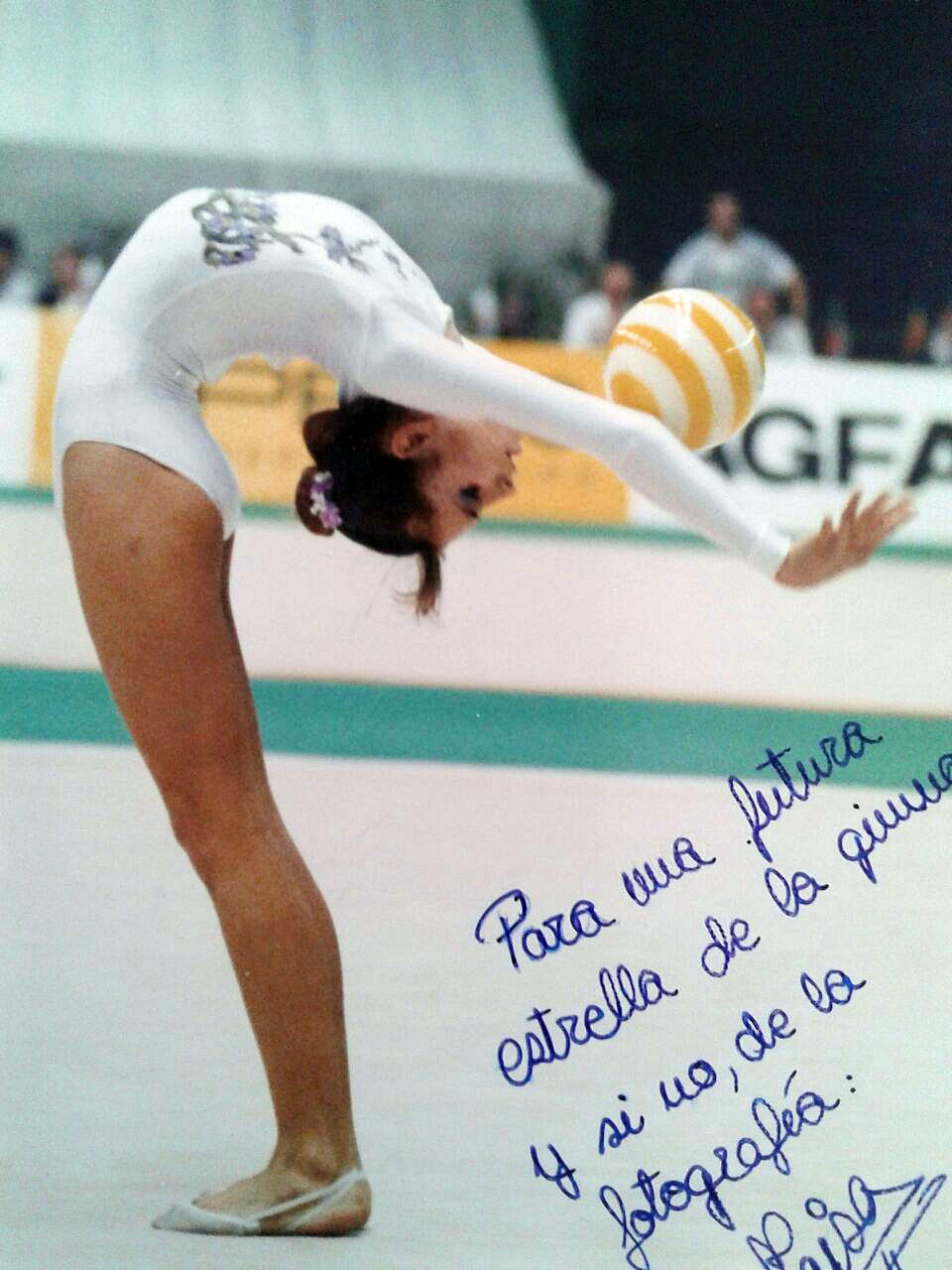
Maisa Lloret
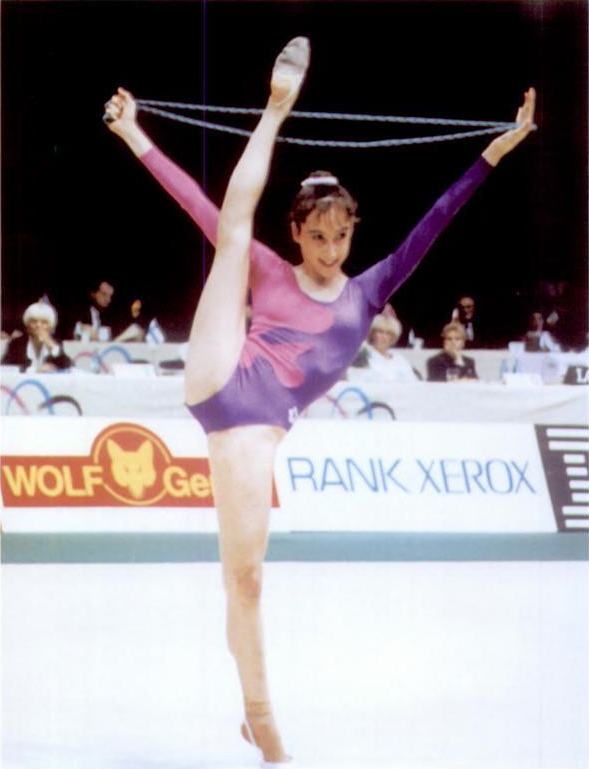
Mónica Ferrández
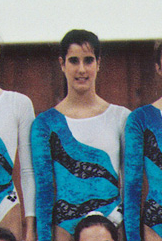
Cristina Chapuli
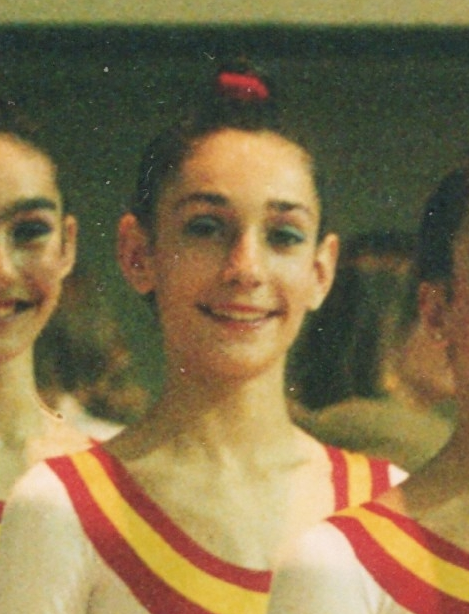
Verónica Bódalo
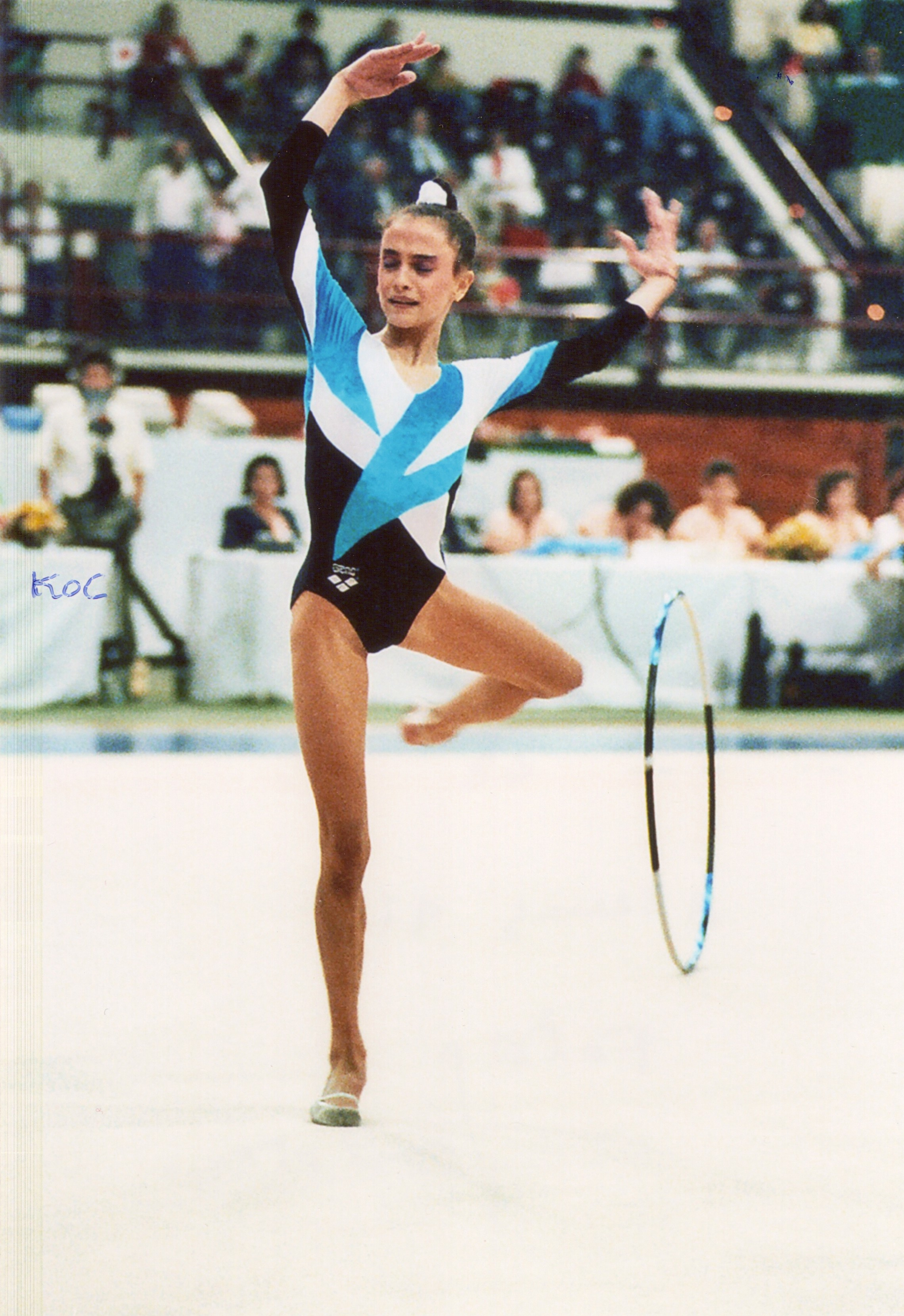
Carolina Pascual
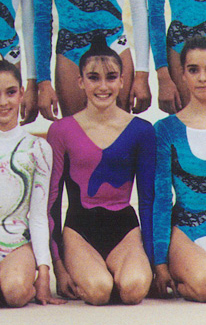
Noelia Fernández
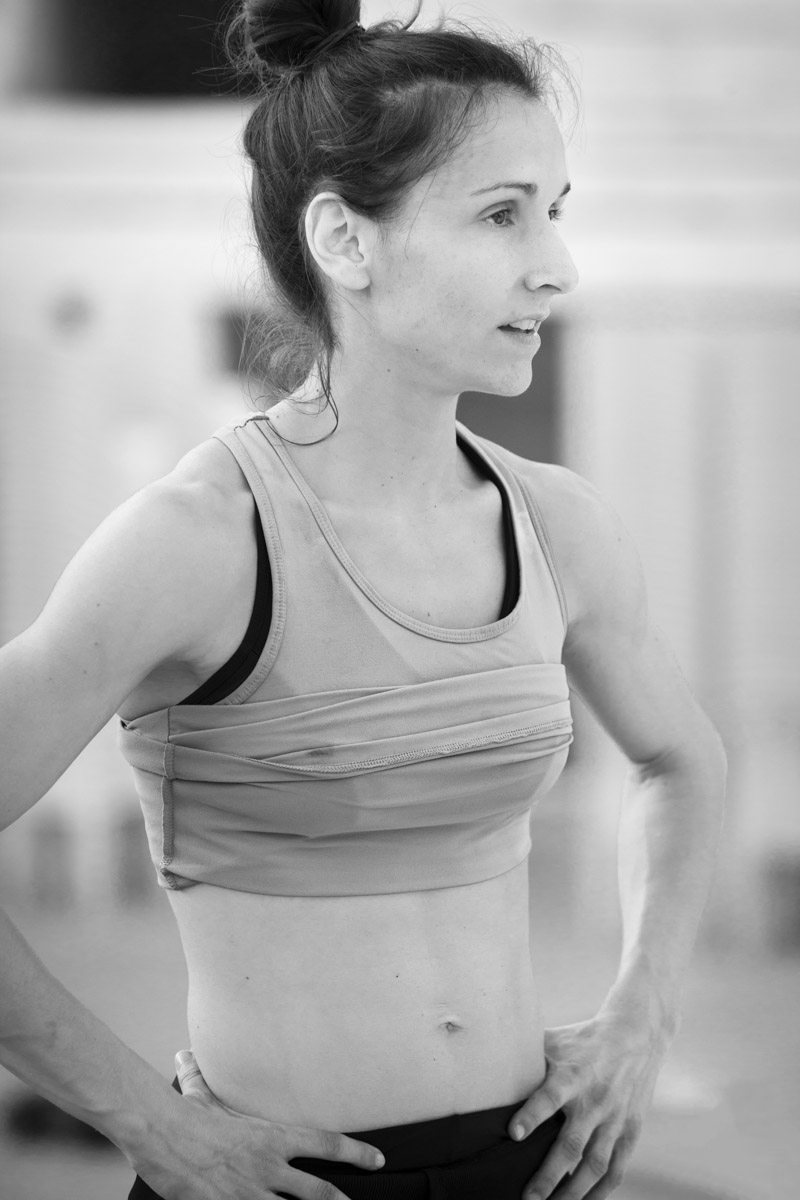
Violeta Giménez
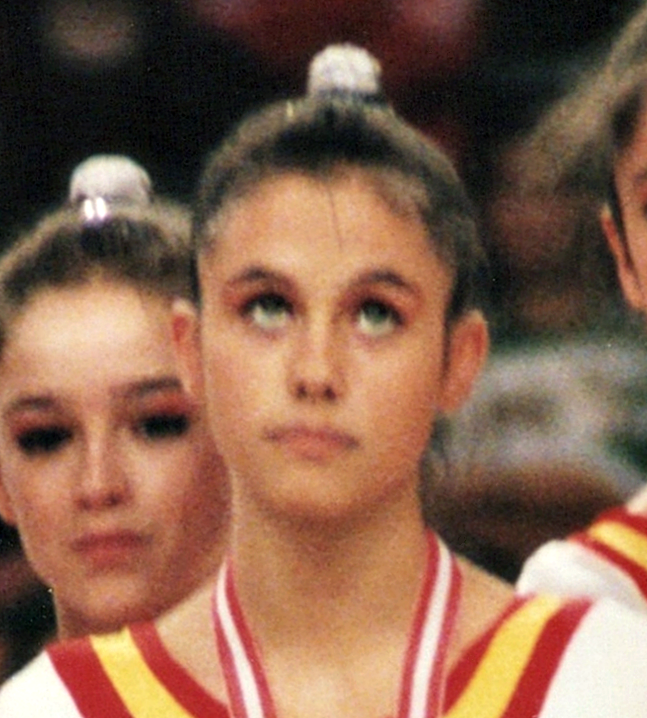
Estela Giménez
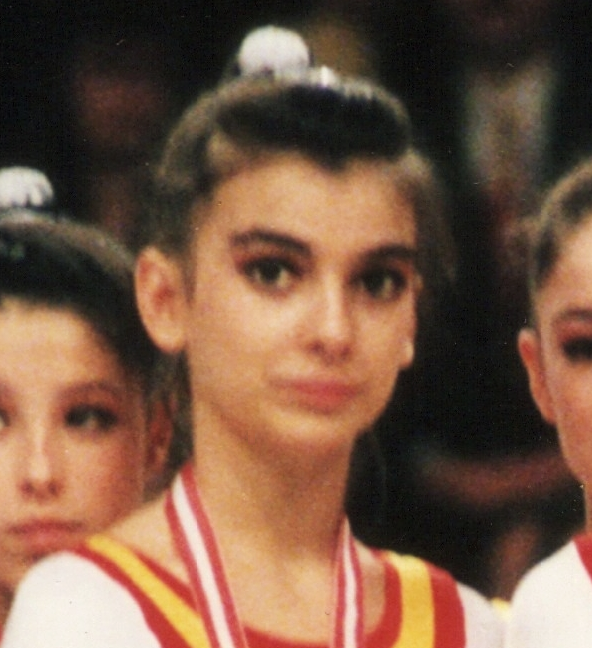
Marta Baldó
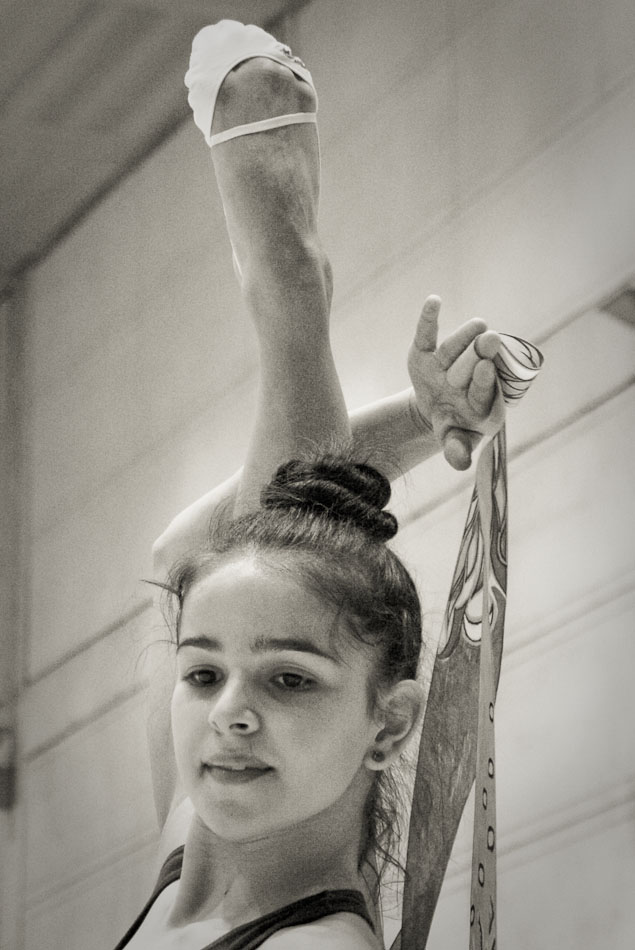
Jennifer Colino
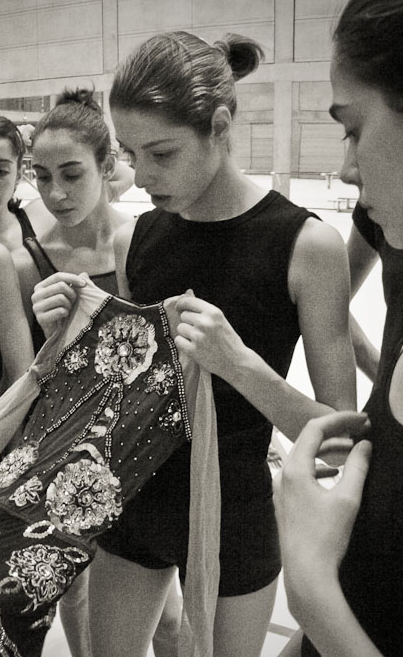
Marta Linares
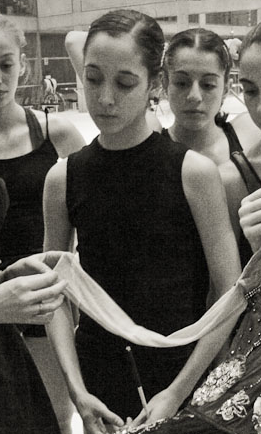
Isabel Pagán

## Premios, reconocimientos y distinciones
- Copa Stadium, otorgada por el Consejo Superior de Deportes y entregada en la gala anual de los Premios Nacionales del Deporte de 1985 (1986)[1]
- Premio Importantes de Información 1986 del mes de febrero, otorgado por el Diario Información (1987)[2]
- Placa de Oro de la Generalidad Valenciana al Mérito Deportivo (1993)[3]
- Premio Importantes de Información 1994 del mes de julio, otorgado por el Diario Información (1995)[4]
- Mención Especial (por la organización de la Copa Federación de Tenis 2013) en la Gala del XXV Trofeo Ayuntamiento de Alicante, otorgada por la Asociación de la Prensa Deportiva de Alicante (2014)[5][6][7]
- Mejor Club Deportivo de la Provincia de 1982, 1985, 1989, 1990 y 2015 y Mejor Escuela Deportiva de 1999 (finalista en 2005) en los Premios Deportivos Provinciales de la Diputación de Alicante[8]